# Вулиця Вершницька
Вулиця Ве́ршницька — вулиця у Шевченківському районі міста Львова, в місцевості Кам'янка (мікрорайон Рясне). Пролягає від вулиці Шевченка до кінця забудови.

## Історія та забудова
Вулиця виникла у складі селища Кам'янка (Баторівка), мала назву Польова. Сучасна назва походить з 1958 року. Вулиця забудована приватними садибами 1930-х—2000-х років.